# Scythropochroa antarctica
Scythropochroa antarctica är en tvåvingeart som först beskrevs av Hudson 1892.  Scythropochroa antarctica ingår i släktet Scythropochroa och familjen sorgmyggor. Inga underarter finns listade i Catalogue of Life.